# Délégation interministérielle au développement durable
Pour les articles homonymes, voir Délégation interministérielle.
La délégation interministérielle au développement durable (DIDD) est un organisme interministériel français assurant la mise en œuvre, le suivi et l'évaluation de la stratégie nationale de développement durable (SNDD). Il a été créé par décret du 24 juin 2004.

## Présentation
À ce titre : 
- elle prépare les délibérations du Comité interministériel pour le développement durable (CIDD), en assure le suivi et veille à la mise en œuvre des actions d'évaluation, de formation et de communication ;
- elle élabore des recommandations et apporte son soutien aux démarches, initiatives et projets de développement durable des administrations, des collectivités territoriales et des acteurs économiques ;
- elle anime et coordonne l'action des hauts fonctionnaires au développement durable ;
- elle anime, coordonne et organise la préparation et la réalisation des politiques d'adaptation et de lutte contre l'effet de serre.

Depuis la réorganisation du MEEDDAT en 2008 qui a créé un Commissariat général au développement durable, le commissaire général est aussi le délégué interministériel au développement durable.

## Liste des délégués
À sa tête se trouve le délégué interministériel au développement durable. Ce poste a été successivement assuré par :
| Délégué                          | Décret de nomination | Décret de nomination |
| -------------------------------- | -------------------- | -------------------- |
| Christian Brodhag                | 9 juillet 2004       | [ b ]                |
| Michèle Pappalardo               | 22 mai 2008          | [ c ]                |
| Dominique Dron                   | 29 avril 2011        | [ d ]                |
| Jean-Paul Albertini (d)          | 15 novembre 2012     | [ e ]                |
| Paul Delduc                      | 22 décembre 2014     | [ f ]                |
| Laurence Monnoyer-Smith (d)      | 21 mai 2015          | [ g ]                |
| Thomas Lesueur (d)               | 30 avril 2019        | [ h ]                |
| Amélie Coantic (d) (par interim) | 3 mai 2024           | [ i ]                |
| Brice Huet                       | 16 juillet 2024      | [ j ]                |